# Дыждовница
Дыждовница (болг. Дъждовница) — село в Болгарии. Находится в Кырджалийской области, входит в общину Кырджали. Население составляет 141 человек.

## Политическая ситуация
В местном кметстве Дыждовница, в состав которого входит Дыждовница, должность кмета (старосты) исполняет Гюлхаят Ариф Халил (Движение за права и свободы (ДПС)) по результатам выборов.
Кмет (мэр) общины Кырджали — Хасан Азис (Движение за права и свободы (ДПС)) по результатам выборов.